# 普呂岑湖
53°45′45″N 12°03′21″E / 53.76241°N 12.05591°E
普呂岑湖（德語：Prüzener See），是德國的湖泊，位於該國東北部梅克倫堡-前波美拉尼亞州，由羅斯托克郡負責管轄，長1.5公里、寬0.2公里，面積0.32平方公里，海拔高度8米。